# Камуния
Камуния (араб. كمونية‎, англ. Kamouneya, Kamounia) — тушёная говядина и печень, приготовленная с зирой или кумином. Вероятно от этой специи (лат. Cumīnum cymīnum) и происходит название блюда. Популярное блюдо суданской кухни и тунисской кухни. Также иногда в качестве основного ингредиента используется ягнятина, дополнительные специи — (красный перец, кориандр и пр.). Может подаваться с приготовленным рисом или поверх него. Дополнительные ингредиенты: бульон, чеснок, оливковое масло и петрушка.